# Henry FitzRoy

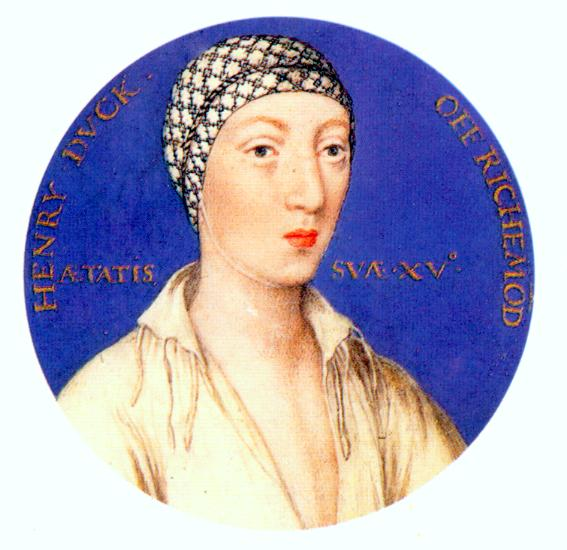
Henry FitzRoy

Henry FitzRoy (Blackmore, 15 juni 1519 - Londen, 23 juli 1536) was een zoon van koning Hendrik VIII van Engeland en diens minnares Elisabeth Blount. Henry FitzRoy is de enige niet legitieme zoon van Hendrik die erkend is door hem.

## Biografie
De moeder van Henry FitzRoy, Elisabeth Blount, was een hofdame in dienst van Hendriks eerste vrouw Catharina van Aragon. Om een schandaal aan het hof te vermijden, werd Elisabeth naar een abdij van de Augustijnen in Blackmore gestuurd. Daar werd Henry in juni 1519 geboren. Al vrij snel na zijn geboorte werd hij door zijn vader officieel erkend. Kardinaal Thomas Wolsey trok het lot van Henry FitzRoy erg aan en zorgde ervoor dat FitzRoy in 1525 een eigen residentie kreeg in Londen. Op zijn zesde benoemde Hendrik VIII hem tot hertog van Somerset en Richmond.
Al snel ontving Henry FitzRoy ook andere titels. Zo werd hij onder andere benoemd tot Lord High Admiral en Lord-Lieutenant of Ireland. Er gingen zelfs stemmen op om hem te benoemen tot koning van Ierland, maar zover is het nooit gekomen. In november 1533 trouwde hij met Mary Howard, de enige dochter van hertog Thomas Howard. Nadat Anne Boleyn drie jaar later op het schavot belandde, werd er gefluisterd dat hij tot de erfgenaam van zijn vader benoemd zou worden.  Dit was met name een wens van de ambassadeur van Keizer Karel V, Eustace Chapuys. 
Hendrik VIII had immers bij zijn legitieme vrouwen geen levensvatbare zoon verwekt.
Zo ver kon het echter niet komen, in juli 1536 werd Henry FitzRoy ziek. Hij stierf waarschijnlijk aan een vorm van tuberculose. Hij stierf in St. James's Palace en werd begraven in Framlingham Church in Suffolk.
Een jaar later werd Hendriks enige legitieme zoon Edward geboren.